# Bambusa subaequalis
Bambusa subaequalis là một loài thực vật có hoa trong họ Hòa thảo. Loài này được H.L.Fung & C.Y.Sia mô tả khoa học đầu tiên năm 1981.